# Alaksza Ambrus
Alaksza Ambrus (Nagysenkőc, 1903. március 14. – Budapest, 1983. június 27.) költő, műfordító, kritikus.

## Élete
Elemi iskoláit és a gimnáziumot Újpesten végezte. 1934-ben kapott diplomát a budapesti Pázmány Péter Tudományegyetem bölcsészeti karán. Tanított Rákospalotán, Léván, Zalaegerszegen, Nagykanizsán és Budapesten. A lapokban igen sok pedagógiai vonatkozású cikke, kritikája illetve verse jelent meg. Első költeménye a Nyugatban jelent meg 1927-ben. Költeményeire a bánat, a lemondás érzése jellemző. Alkotásaiban egyrészt kereste a modern formákat (erősen érezhető Kassák Lajos és Weöres Sándor hatása), másrészt felelevenítette a régi versformákat. Több verseskötete jelent meg. Nyugdíjba vonulása után a Magyar Tudományos Akadémia Művészettörténeti Kutatócsoportjában tevékenykedett. 1970-ben díjat nyert a Fővárosi Tanács és a Magyar Írók Szövetsége közös Felszabadulási Pályázatán.

## Művei
Önállóan megjelent ismertebb munkái:
- A vándor visszanéz (költemények, Újpest, 1935)
- Az irodalmi műveltség alapelemei (irodalomesztétikai tanulmányok, Rákospalota, 1937)

Több szerzővel közösen lefordította Goethe: Római elégiák című alkotását.